# Cantón de Thônes
El cantón de Thônes era una división administrativa francesa que estaba situada en el departamento de Alta Saboya y la región de Ródano-Alpes.

## Composición
El cantón estaba formado por diez comunas:
- La Balme-de-Thuy
- La Clusaz
- Le Bouchet
- Le Grand-Bornand
- Les Clefs
- Les Villards-sur-Thônes
- Manigod
- Serraval
- Saint-Jean-de-Sixt
- Thônes

## Supresión del cantón de Thônes
En aplicación del Decreto n.º 2014-153 de 13 de febrero de 2014, el cantón de Thônes fue suprimido el 22 de marzo de 2015 y sus 10 comunas pasaron a formar parte del nuevo cantón de Faverges.